# Eremophila dielsiana
Eremophila dielsiana är en flenörtsväxtart som först beskrevs av Kränzl., och fick sitt nu gällande namn av Charles Austin Gardner. Eremophila dielsiana ingår i släktet Eremophila och familjen flenörtsväxter. Inga underarter finns listade i Catalogue of Life.